# San Narciso (Zambales)
San Narciso es un municipio filipino de cuarta clase, perteneciente a la provincia de Zambales, en la región de Luzón Central.

## Historia
Hacia mediados del siglo XIX, el lugar, que por entonces incluía al de San Felipe, tenía contabilizada una población de 2488 habitantes, repartidos en 614 casas. Aparece descrito en el segundo volumen del Diccionario geográfico, estadístico, histórico de las Islas Filipinas (1851) de Manuel Buzeta Núñez y Felipe Bravo con las siguientes palabras:

NARCISO (San): pueblo con cura y gobernadorcillo, en la isla de Luzon, prov. de Zambales, arz. de Manila; sit. en terreno llano, próximo á la costa de dicha prov.; su clima es templado y saludable. Tiene unas 614 casas, la parroquial, la de comunidad y una igl. de buena fábrica servida por un cura regular. Hay escuela y cementerio, la primera con una dotacion de los fondos de comunidad y el segundo está fuera de la pobl., bien sit. y con ventilacion. Las comunicacinoes de este pueblo con sus inmediatos no se hallan en muy buen estado y se recibe en el mismo de la cab. de la prov. un correo semanal. El terreno es montuoso y bastante fértil. En los montes que comprende su jurisd. se crian muy buenas maderas. Corresponden á la misma las tierras de San Felipe, visita de este pueblo que tiene unas 1,717 alm. y se halla á corta distancia. El terreno cultivado prod. arroz, maiz, caña dulce, ajonjolí, algodon, abacá, muchas frutas y legumbres, consistiendo su ind. en el cultivo de estas mismas tierras, beneficio del ajonjolí, y caña dulce, y fabricacion de algunas telas que emplean en los usos domésticos, haciendo con ellas, asi como con las otras prod., su com. con los pueblos vecinos. pobl. 2,488 alm., y desconocemos de estas cuáles son las que tributan.
(Buzeta y Bravo, 1851, pp. 354-355)

En 2020, tenía censados 30 759 habitantes.